# Bagre
Bagre e jundiá são designações comuns dadas aos peixes da ordem Siluriformes na maior parte da América do Sul.
São conhecidas cerca de 2 200 espécies destes peixes, classificadas em quase 40 famílias (apenas duas, Ariidae e Plotosidae, possuem espécies marinhas). São encontradas em quase todo o mundo, mas mais da metade das espécies conhecidas são nativas da América do Sul. A maioria destes peixes tem hábitos noturnos, vivendo próximos ao fundo de águas escuras e pouco profundas. São, na sua maioria, predadores que se alimentam principalmente de outros peixes, artrópodes e vermes.
Os bagres variam de espécies que medem poucos milímetros até o Pangasiodon gigas, um dos maiores peixes de água doce até hoje identificados.
Fato curioso: Todas as espécies de bagres podem respirar fora d'agua 

## Etimologia
O nome "Bagre" é [carece de fontes?]. "Jundiá" é originário do tupi yundi'á.
Em outras línguas europeias como o francês, o italiano e o inglês são geralmente conhecidos como "peixe-gato". Tal nome é devido ao fato da maioria de suas espécies possuírem "bigodes" em suas mandíbulas que lembram as vibrissas dos felinos e que, como tais, também têm função sensorial.
Na cultura japonesa, o bagre, conhecido como "Namazu" (鯰), faz parte de um folclore que relaciona terremotos à sua imagem.

## Algumas espécies
- Bagre-africano - Clarias gariepinus (Burchell, 1822)
- Bagre-agulheta - Arius tenuispinis (Day, 1877)
- Bagre-amarelo - Cathorops spixii (Agassiz, 1829)
  - Bagre-gonguito - Cathorops spixii (Agassiz, 1829)
- Bagre-americano - Ictalurus punctatus (Rafinesque, 1818)
  - Bagre-do-canal - Ictalurus punctatus (Rafinesque, 1818)
- Bagre-ariaçu - Sciades parkeri (Traill, 1832)
- Bagre-bandeira - Bagre bagre (Linnaeus, 1766)
  - Bagre-cinzento - Bagre bagre (Linnaeus, 1766)
  - Bagre-de-mangue - Bagre bagre (Linnaeus, 1766)
  - Bagre-fidalgo - Bagre bagre (Linnaeus, 1766)
  - Bagre-mandim - Bagre bagre (Linnaeus, 1766)
- Bagre-barba-branca - Galeichthys feliceps (Valenciennes, 1840)
- Bagre-beiçudo - Notarius grandicassis (Valenciennes, 1840))
  - Bagre-urutu - Notarius grandicassis (Valenciennes, 1840)
  - Bagre-papai - Notarius grandicassis (Valenciennes, 1840)
- Bagre-boca-lisa - Carlarius heudelotii (Valenciennes, 1840)
- Bagre-branco - Brachyplathystoma filamentosum (Lichtenstein, 1819)
- Bagre-cabeça-mole -  Amphiarius rugispinis (Valenciennes, 1840)
- Bagre-cabeçudo - Pimelodus ornatus (Kner, 1858)
- Bagre-cachola - Genidens barbus (Lacepède, 1803)
  - Bagre-do-natal - Genidens barbus (Lacepède, 1803)
- Bagre-cacumo - Bagre marinus (Mitchill,  1815)
  - Bagre-fita - Bagre marinus (Mitchill, 1815)
  - Bagre-de-penacho - Bagre marinus (Mitchill, 1815)
  - Bagre-sari - Bagre marinus (Mitchill, 1815)
- Bagre-caiacoco - Aspistor luniscutis (Valenciennes, 1840)
  - Bagre-cangatá - Aspistor luniscutis (Valenciennes, 1840)
- Bagre-cambeja - Trichomycterus brasiliensis (Lütken, 1874)

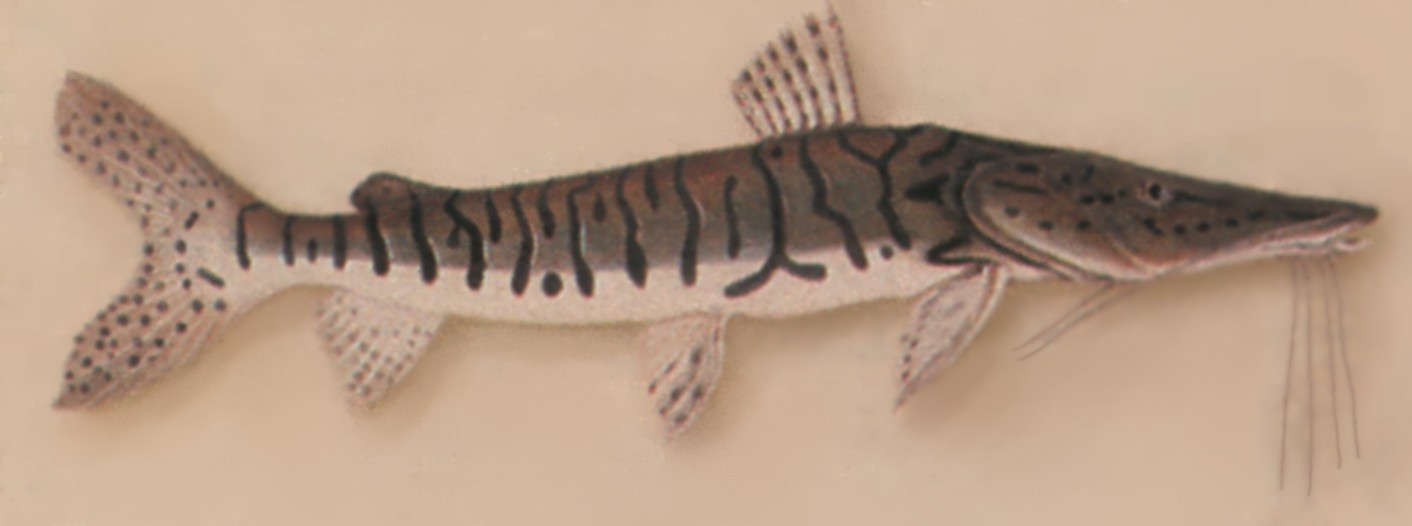
Cachara (Pseudoplatysoma fasciatum), um bagre nativo da América do Sul

- Cachara (Pseudoplatysoma fasciatum), um bagre nativo da América do SulBagre-catinga - Sciades couma (Valenciennes, 1840)

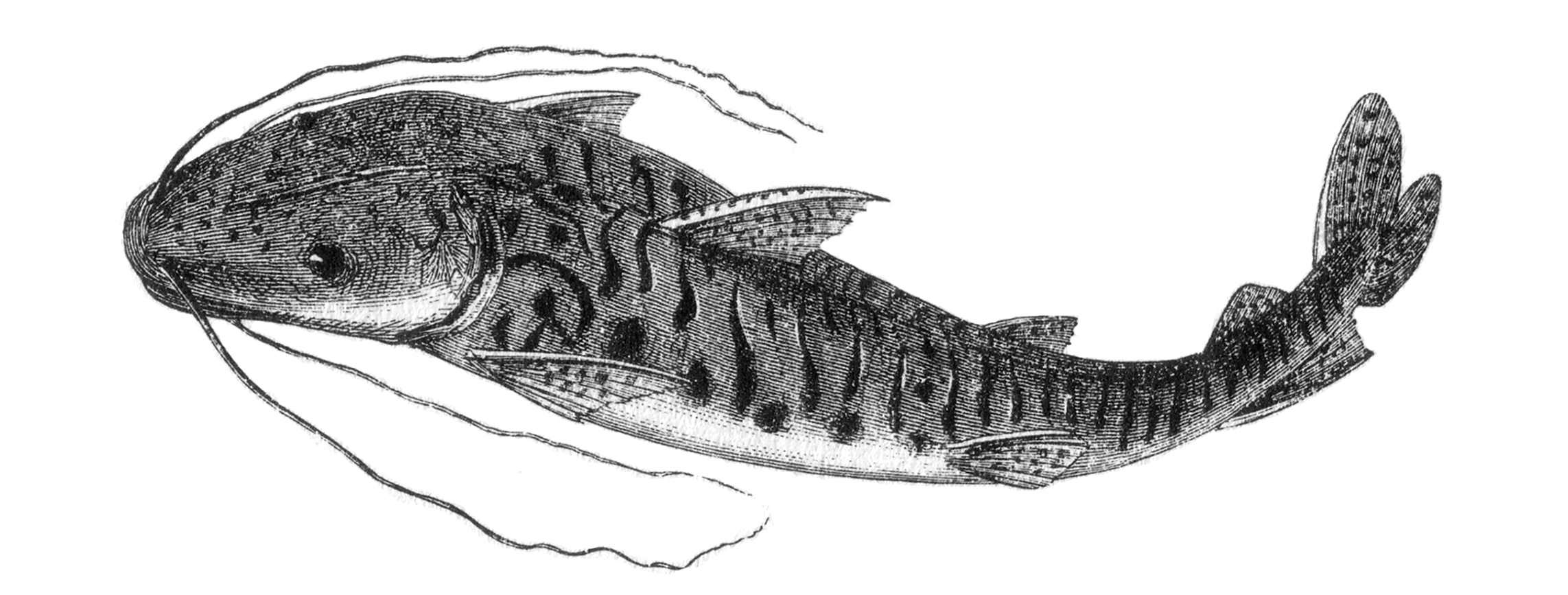
Ilustração de Pimelodus tigrinus, espécie de bagre da Amazônia

- Bagre-cego - Pimelodella kronei (MirandaRibeiro, 1907)
  - Bagre-ceguinho - Pimelodella kronei (MirandaRibeiro, 1907)
- Bagre-crucifixo - Sciades proops (Valenciennes, 1840)
- Bagre-curiaçu - Genidens genidens (Cuvier, 1829)
  - Bagre-guri - Genidens genidens (Cuvier, 1829)
  - Bagre-leilão - Genidens genidens (Cuvier, 1829)
  - Bagre-mandi - Genidens genidens (Cuvier, 1829)
  - Bagre-de-manta - Genidens genidens (Cuvier, 1829)
  - Bagre-do-mar - Genidens genidens (Cuvier, 1829)
  - Bagre-veludo - Genidens genidens (Cuvier, 1829)
- Bagre-da-gâmbia - Arius latiscutatus (Günther, 1864)
- Bagre-da-guiné - Arius parkii (Günther, 1864)
- Bagre-de-água-doce - Luciopimelodus platanus (GÜNTHER)
- Bagre-de-areia - Pimelodus blochii (Valenciennes, 1840)
- Bagre-de-lagoa - Rhamdia quelen (Quoy & Gaimard, 1824)
  - Bagre-morcego - Rhamdia quelen (Quoy & Gaimard, 1824)
  - Bagre-sapo-das-pedras - Rhamdia quelen (Quoy & Gaimard, 1824)
- Bagre-gigante - Arius gigas (Boulenger, 1911)
- Bagre-gaivota - Cathorops agassizii (Eigenmann & Eigenmann, 1888)
- Bagre-juba - Sciades herzbergii (Bloch, 1794)
- Bagre-malhado - Arius maculatus (Thunberg, 1792)
- Bagre-mole - Trachelyopterus galeatus (Linnaeus, 1766)
- Bagre-pintado - Pimelodus maculatus (Lacepède, 1803)
- Bagre-rajado - Pseudoplatystoma corruscans (Spix & Agassiz, 1829)
- Bagre-sapo - Porichthys porosissimus (Cuvier, 1829)
- Bagre-surubim - Pseudoplatystoma tigrinum (Valenciennes, 1840)
- Bagre-titânico - Arius thalassinus (Rüppell, 1837)
- Bagre-venoso - Arius venosus (Valenciennes, 1840)
- Cação-bagre - Squalus megalops (Macleay, 1881)
- Mandi-bicudo - Iheringichthys labrosus (Lütken, 1874)
- Pintado - Pseudoplatystoma fasciatum (Linnaeus, 1766)